# John Hudson (créateur de caractères)
Pour les articles homonymes, voir John Hudson et Hudson.
John Hudson, né à Bristol en 1968, est un créateur de caractères britannico-canadien. Il a cofondé Tiro Typeworks avec Ross Mills à Vancouver en 1994. Il a collaboré avec Fiona Ross sur plusieurs projets et a produit, à travers Tiro Typeworks ou indépendamment, plusieurs polices de caractères pour des clients tels que Microsoft, Adobe, Apple, Linotype ainsi que des gouvernements ou des organisations tel que les éditions Brill ou la Society of Biblical Literature (SBL).

## Polices de caractères
- Adobe Hebrew, 2004
- Adobe Thai, 2004, avec Fiona Ross et Tim Holloway
- Aeneas, 1996
- Aldhabi, 2012, avec Fiona Ross, Tim Holloway et Titus Nemeth
- Arabic Typesetting (latin), 2002, avec Mamoun Sakkal et Paul C. Nelson
- Athena Ruby, 2012
- Brill Roman, 2011, avec Alice Savoie
- Constantia, 2004
- Gabriola, 2008
- Helvetica Linotype (grec, cyrillique, hébreu), 2003
- Manticore, 1995
- Nirmala UI (devanagari, gurmukhi, oriya), 2012, avec David Březina, Valentin Brustaux, Jo De Baerdemaeker, et Fernando de Mello Vargas
- Nyala, 2004, avec Geraldine Wade (en)
- Sylfaen, 1998, avec Ross Mills et Geraldine Wade
- SBL Hebrew, 2004
- SBL BibLit, 2005
- SBL Greek, 2005
- Slabo, 2013